# Richard W. Lariviere
Richard W. Lariviere (Chicago, 1950. január 27. –) amerikai múzeumigazgató, szanszkrit tudós, az Oregoni Egyetem tizenhatodik rektora.

## Élete
Az Iowa állambeli Marshalltownban nőtt fel. 1972-ben az Iowai Egyetemen vallástörténeti alapdiplomát szerzett, 1978-ban pedig a Pennsylvaniai Egyetemen szanszkrit írásból doktorált. Több művet is írt India jogtörténetéről. Nyolc nyelven tud olvasni, valamint franciául és hindiül is beszél. Többek között Londonban, Münchenben, Oxfordban és Tokióban is kutatott.

## Pályafutása
2009. július 1-jétől 2011 novemberéig az Oregoni Egyetem rektora volt. Regnálása idején a fenntarthatóságra és a nemzetközi kapcsolatok fejlesztésére fókuszált. Az Oregoni Egyetemrendszer személyi okokra hivatkozva kirúgta.
1999 és 2006 között a Texasi Egyetem (Austin) bölcsészettudományi főiskolájának dékánja, 2006 és 2009 között pedig a Kansasi Egyetem oktatási igazgatója volt. A versenyszférában amerikai és indiai informatikai vállalatok tanácsadójaként dolgozott.
2012. október 1-jétől 2020-as nyugdíjba vonulásáig a chicagói Field Museum igazgatója volt.

## Díjai és kitüntetései
Lariviere a Külkapcsolati Tanács, a brit Királyi Ázsiai Társaság és az Amerikai Keleti Társaság tagja, valamint a Tervezés- és Folyamattudományi Társaság egyik alapítója. 2004-ben a Margaret C. Berry-díjjal, 1993-ban és 2004-ben pedig a Texas szemei díjjal tüntették ki. 1994-ben ő volt a Holland Királyi Akadémia előadója, 1996-ban pedig a Collège de France Professeur Etranger titulust adományozott neki. 1989-ben a torinói CESMEO Intézet az indiai joggal foglalkozó művét az év könyvének választotta. Chicagóban a Chicagói Gazdasági Klub, a Chicagói Kereskedelmi Klub és a Chicago Club tagja. 2011-ben elnyerte az NAACP (melynek örökös tagja) közszolgálati díját, 2015-ben pedig az Illinois-i Egyetem kancellári kitüntetésében részesült. 2019-ben a művészeti akadémia tagja lett.

## Fordítás
- Ez a szócikk részben vagy egészben  a   Richard W. Lariviere című angol Wikipédia-szócikk ezen változatának fordításán alapul.  Az eredeti cikk szerkesztőit annak laptörténete sorolja fel. Ez a jelzés csupán a megfogalmazás eredetét és a szerzői jogokat jelzi, nem szolgál a cikkben szereplő információk forrásmegjelöléseként.